# Землетрясение в Мурсии
Землетрясение в автономном сообществе Мурсия — умеренной силы землетрясение магнитудой 5,1 является, по сути, форшоком землетрясения магнитудой 4,5, которое произошло 11 мая 2011 года в 17 часов 05 минут местного времени в 55 км к северо-западу от столицы Мурсийского региона — Мурсия (Испания). Эпицентр основного землетрясения, произошедшего 11 мая 2011 года в 18 часов 47 минут по местному времени, находился в 50 км к северо-западу от Мурсии, а гипоцентр залегал на глубине всего 1 километр в Средиземном море.

## Спасательная операция
Порядка 420 военных помогали местным спасательным службам в поисково-спасательной операции и в любой другой необходимой помощи. 72 техника, архитекторов и инженеров проинспектировали здания в Лорка на предмет повреждений.

## Последствия
В Лорка обрушились частный санаторий, колокольня церкви Сан-Диего, приют, также были серьёзно повреждены стены средневекового замка.

#### Городская инфраструктура
Министр Общественных Работ и Планирования Испании сообщил, что в Лорка из 542-х, затронутых землетрясением, зданий — в 17 % из них входить небезопасно, в 44 % из них входить безопасно, а в 39 % из них разрешено только войти с тем, чтобы забрать мебель и другие принадлежности.

#### Жертвы, пострадавшие
По меньшей мере, 9 человек погибли, 324 человека получили ранения, порядка 10 тысяч человек оставили свои дома в результате двух землетрясений. Почти 1 250 человек, лишившихся крова, — эквадорцы, зачастую живущие в старых слабозащищенных домах.

## Помощь пострадавшим

#### Реакция правительства
Правительство Испании одобрило меру поддержания курса арендной платы, согласно которой 6.700 евро в год будет выплачиваться жителям Лорки, потерявшим свои дома, пока новые дома или квартиры не будут восстановлены.

#### Благотворительные акции
Футбольный клуб Реал Мадрид сыграл 18 мая товарищеский матч со сборной Мурсии в Лорке. Удалось собрать около 500 000 евро.